# Manhunt International 2001
Manhunt International 2001 là cuộc thi Manhunt International lần thứ tám được tổ chức tại Bắc Kinh , Trung Quốc vào ngày 12 tháng 11 năm 2001. Khoảng 43 quốc gia tham dự cuộc thi sắc đẹp này. Brett Wilson đến từ Úc trao vương miện cho người kế nhiệm là Rajeev Singh đến từ Ấn Độ.

## Kết quả
| Hạng                       | Thí sinh |
| -------------------------- | --- |
| Manhunt International 2001 | - Ấn Độ - Rajeev Singh |
| Á vương 1                  | - Nam Trung Quốc - Leo Zhang Wei Biao |
| Á vương 2                  | - Venezuela - Luis Antonio Nery Gómez |
| Á vương 3                  | - Croatia - Adnan Taletovic |
| Á vương 4                  | - Quần đảo Cayman - Kenneth Bryan |
| Top 12                     | - Hy Lạp - Demosthenes Georgantopoulos - Hà Lan - Sven Ootgers - Bulgaria - Dimitar Kovachev - Pháp - Nicolas Eric Brillet - Nam Tư - Zoltan Kozma - Brasil - Leonardo Ramos - Phần Lan - Sami Sarjula |

Giải thưởng đặc biệt
| Giải thưởng                           | Thí sinh |
| ------------------------------------- | --- |
| Mr. Friendship                        | - Hoa Kỳ - Niko Gianno |
| Mr. Photogenic                        | - Croatia - Adnan Taletovic                                                                                                 |
| Mr. Physique                          | - Hy Lạp - Demosthenes Georgantopoulos                                                                                      |
| Mr. Personality                       | - Philippines - Rick Cayzer                                                                                                 |
| China Media Award                     | - Anh - Dave Hutchins |
| Gillette Best Groomed Award           | - Hà Lan - Sven Ootgers |
| Sharmoon Best Dressed Gentleman Award | - Ấn Độ - Rajeev Singh |
| Sketchers Shoes Best Runway Model     | - Pháp - Nicolas Eric Brillet                                                                                               |
| Best in National Costume              | Winner - Ấn Độ – Rajeev Singh 1st runner-up - Đông Trung Quốc – Fei Wei 2nd runner-up - Thụy Điển – Niklas Berglund         |
| Mr. Talent                            | Winner - New Zealand – Jason Holley 1st runner-up - Brasil – Leonardo Ramos 2nd runner-up - Quần đảo Cayman – Kenneth Bryan |

## Các thí sinh
43 thí sinh dự thi.
| Quốc gia/vùng lãnh thổ | Thí sinh                    |
| ---------------------- | --------------------------- |
| Angola                 | Alex Kangala                |
| Anh                    | Dave Hutchins               |
| Aruba                  | Bernardo Figaroa            |
| Áo                     | Gunter Niedrist             |
| Ấn Độ                  | Rajeev Singh                |
| Bolivia                | Hugo Raul Baldomar Rojas    |
| Bosna và Hercegovina   | Edvin Jaranovic             |
| Brasil                 | Leonardo Ramos              |
| Bulgaria               | Dimitar Kovachev            |
| Canada                 | Wally Rasuli                |
| Quần đảo Cayman        | Kenneth Bryan               |
| Croatia                | Adnan Taletovic             |
| Curaçao                | Elwin Simon                 |
| Đan Mạch               | Abdessamad Chrifi           |
| Đông Trung Quốc        | Fei Wei                     |
| Đức                    | Marco Lichtenberg           |
| Estonia                | Erik Nurm                   |
| Gibraltar              | Darren Vinales              |
| Hà Lan                 | Sven Ootgers                |
| Hoa Kỳ                 | Niko Gianno                 |
| Honduras               | Victor Manuel Pineda Rivera |
| Hồng Kông              | Jean Francois               |
| Hy Lạp                 | Demosthenes Georgantopoulos |
| Jamaica                | Russana Roberts             |
| Latvia                 | Arturs Ziverts              |
| Malaysia               | Albert Liaw Tze Yung        |
| México                 | Aaron Cervantas Pons        |
| Nam Phi                | Mark Blair                  |
| Nam Trung Quốc         | Leo Zhang Wei Biao          |
| Nam Tư                 | Zoltan Kozma                |
| New Zealand            | Jason Holley                |
| Nicaragua              | German Dominique Ramirez    |
| Pháp                   | Nicolas Eric Brillet        |
| Phần Lan               | Sami Sarjula                |
| Philippines            | Rick Cayzer                 |
| Puerto Rico            | Jorge D. Toledo Otero       |
| Singapore              | Alvin Tan Wei-Jin           |
| Síp                    | Alexandros Alexi            |
| Thổ Nhĩ Kỳ             | Emrah Esen                  |
| Thụy Điển              | Niklas Berglund             |
| Úc                     | Gary Coonan                 |
| Venezuela              | Luis Antonio Nery Gómez     |
| Ý                      | Alan Negri                  |